# Ana Peleteiro
Ana Peleteiro-Compaoré Brión (nacida Ana Peleteiro Brión, Ribeira, 2 de diciembre de 1995) es una deportista española que compite en atletismo, especialista en la prueba de triple salto. Está casada con el atleta francés Benjamin Compaoré.
Fue medalla de bronce en los Juegos Olímpicos de Tokio 2020.
Ganó tres medallas de bronce en el Campeonato Mundial de Atletismo en Pista Cubierta entre los años 2018 y 2025, dos medallas en el Campeonato Europeo de Atletismo, en los años 2018 y 2024, y tres medallas en el Campeonato Europeo de Atletismo en Pista Cubierta entre los años 2019 y 2025.
En 2013 fue galardonada con el Premio Princesa de Asturias como mejor deportista del año menor de 18 años.

## Trayectoria
Nació en la localidad gallega de Ribeira, hija de madre gallega y padre desconocido, siendo adoptada poco después por otra familia. Desde muy pequeña se interesó por el deporte, primero por la gimnasia, para decantarse finalmente por el atletismo.
En categoría juvenil se proclamó campeona del Mundial Júnior de 2012, y ganó una medalla de bronce en el Campeonato Europeo Sub-20 de 2013.
En 2018 consiguió sus primeros éxitos internacionales en categoría absoluta: medallista de bronce en el Campeonato Mundial en Pista Cubierta con un salto de 14,40 m, y medallista de bronce en el Campeonato Europeo con una marca de 14,44 m. Al año siguiente ganó la medalla de oro en el Campeonato Europeo en Pista Cubierta, con un salto de 14,73 m, nuevo récord de España.
En su primera participación olímpica, en Tokio 2020, obtuvo la medalla de bronce al saltar en la final 14,87 m (récord de España), siendo superada por la venezolana Yulimar Rojas y la portuguesa Patrícia Mamona. Esto la llevó a ser nombrada mejor atleta española de 2021 por la RFEA.
El año 2022 no compitió debido a que dio a luz una niña. En febrero de 2023 volvió a los entrenamientos y en junio participó en los Juegos Europeos, donde fue séptima.
En 2024 ganó la medalla de bronce en el Mundial en Pista Cubierta, con un salto de 14,75 m, y la medalla de oro en el Campeonato Europeo, con un salto de 14,85 m. En los Juegos Olímpicos de París 2024, en cambio, no logró reeditar su éxito de tres años antes, terminando sexta en la final de triple salto. Al acabar la temporada anunció que abandonaba el grupo de Iván Pedroso, con quien había estado entrenando en Guadalajara desde 2016, para volver a Ribeira y entrenar a las órdenes de su marido, el también triplista Benjamin Compaoré.
En 2025 ganó la medalla de oro en el Campeonato Europeo en Pista Cubierta con un salto de 14,37 m, y la medalla de bronce en el Campeonato Mundial en Pista Cubierta con una marca de 14,29 m. Renunció a participar en el Campeonato de Europa por Equipos, celebrado en Madrid a finales de junio, por "causas personales de fuerza mayor" poco antes del inicio del campeonato. Una semana después anunció que estaba embarazada de su segundo hijo, por lo que ponía fin a su temporada, si bien un mes más tarde anunció haber perdido este hijo.

## Palmarés internacional
| Juegos Olímpicos                     | Juegos Olímpicos         | Juegos Olímpicos  | Juegos Olímpicos |
| Año                                  | Lugar                    | Medalla           | Prueba           |
| ------------------------------------ | ------------------------ | ----------------- | ---------------- |
| 2020                                 | Tokio (Japón)            | Medalla de bronce | Triple salto     |
| Campeonato Mundial en Pista Cubierta |                          |                   |                  |
| Año                                  | Lugar                    | Medalla           | Prueba           |
| 2018                                 | Birmingham (Reino Unido) | Medalla de bronce | Triple salto     |
| 2024                                 | Glasgow (Reino Unido)    | Medalla de bronce | Triple salto     |
| 2025                                 | Nankín (China)           | Medalla de bronce | Triple salto     |
| Campeonato Europeo                   |                          |                   |                  |
| Año                                  | Lugar                    | Medalla           | Prueba           |
| 2018                                 | Berlín (Alemania)        | Medalla de bronce | Triple salto     |
| 2024                                 | Roma (Italia)            | Medalla de oro    | Triple salto     |
| Campeonato Europeo en Pista Cubierta |                          |                   |                  |
| Año                                  | Lugar                    | Medalla           | Prueba           |
| 2019                                 | Glasgow (Reino Unido)    | Medalla de oro    | Triple salto     |
| 2021                                 | Toruń (Polonia)          | Medalla de plata  | Triple salto     |
| 2025                                 | Apeldoorn (Países Bajos) | Medalla de oro    | Triple salto     |

## Registro de resultados

### Internacional
| Año  | Competición                              | Sede                    | Puesto | Marca |
| ---- | ---------------------------------------- | ----------------------- | ------ | ----- |
| 2011 | Campeonato Mundial sub-18                | Lille, Francia          | 3.ª    | 12,92 |
| 2011 | Festival Olímpico de la Juventud Europea | Trebisonda, Turquía     | 1.ª    | 13,17 |
| 2012 | Campeonato Mundial sub-20                | Barcelona, España       | 1.ª    | 14,17 |
| 2013 | Campeonato Europeo sub-20                | Rieti, Italia           | 3.ª    | 13,29 |
| 2017 | Campeonato Mundial                       | Londres, Reino Unido    | 7.ª    | 14,23 |
| 2018 | Campeonato Mundial en Pista Cubierta     | Birmingham, Reino Unido | 3.ª    | 14,40 |
| 2018 | Campeonato Europeo                       | Berlín, Alemania        | 3.ª    | 14,44 |
| 2019 | Campeonato Europeo en Pista Cubierta     | Glasgow, Reino Unido    | 1.ª    | 14,73 |
| 2019 | Campeonato Europeo por Equipos           | Bydgoszcz, Polonia      | 2.ª    | 14,27 |
| 2019 | Campeonato Mundial                       | Doha, Catar             | 6.ª    | 14,47 |
| 2021 | Campeonato Europeo en Pista Cubierta     | Toruń, Polonia          | 2.ª    | 14,52 |
| 2021 | Juegos Olímpicos                         | Tokio, Japón            | 3.ª    | 14,87 |
| 2022 | Campeonato Mundial en Pista Cubierta     | Belgrado, Serbia        | 8.ª    | 14,30 |
| 2023 | Juegos Europeos                          | Chorzów, Polonia        | 7.ª    | 13,67 |
| 2024 | Campeonato Mundial en Pista Cubierta     | Glasgow, Reino Unido    | 3.ª    | 14,75 |
| 2024 | Campeonato Europeo                       | Roma, Italia            | 1.ª    | 14,85 |
| 2024 | Juegos Olímpicos                         | París, Francia          | 6.ª    | 14,59 |
| 2025 | Campeonato Europeo en Pista Cubierta     | Apeldoorn, Países Bajos | 1.ª    | 14,37 |
| 2025 | Campeonato Mundial en Pista Cubierta     | Nankín, China           | 3.ª    | 14,29 |

1. ↑  En categorías sub-18 y sub-20
2. ↑  En categoría sub-23
3. ↑  En pista cubierta y absoluto

### Nacional
- 7x Campeona de España absoluta al aire libre, en triple salto (2015, 2017, 2018, 2019, 2021, 2023, 2024)
- 9x Campeona de España absoluta en pista cubierta, en triple salto (2014, 2016, 2017, 2018, 2020, 2021, 2022, 2024, 2025)
- Campeona de España sub-23 en pista cubierta, en triple salto (2017)
- Campeona de España sub-20 al aire libre, en triple salto (2013)
- Campeona de España sub-20 en pista cubierta, en triple salto (2013)
- Campeona de España sub-18 al aire libre, en triple salto (2011)
- Campeona de España sub-18 en pista cubierta, en triple salto (2011)
- Campeona de España sub-16 en pista cubierta, en triple salto y salto de longitud (2010)
- Campeona de España universitaria al aire libre, en 100 metros lisos (2014)

## Estadísticas

### Mejores marcas personales
- Triple salto
  - Pista cubierta: 14,75 m. (Glasgow, 2024)
  - Aire libre: 14,87 m. (Tokio, 2021)
- Salto de longitud
  - Pista cubierta: 5,87 m. (La Coruña, 2013)
  - Aire libre: 6,07 m. (Ibiza, 2019)
- 100 metros lisos
  - Aire libre: 11,93 s. (Pontevedra, 2014)
- 60 metros lisos
  - Pista cubierta: 7,56 s. (Madrid, 2014)

### Récords
- Récord de España con 14,87 el 1-8-2021 en Tokio.
- Récord de España en pista cubierta con 14,73 el 3-3-2019 en Glasgow.
- Mejor marca española sub-23 con 14,23 el 7-8-2017 en Londres.
- Mejor marca española sub-23 en pista cubierta con 14,20 el 3-2-2017 en Belgrado.
- Récord de España sub-20 con 14,17 el 12-7-2012 en Barcelona.
- Récord de España sub-20 en pista cubierta con 13,91 el 23-02-2014 en Sabadell.
- Mejor marca española sub-18 con 14,17 el 12-7-2012 en Barcelona.

## Premios y reconocimientos
- Premio Princesa de Asturias S.A.R. Doña Letizia del año 2013.[5]
- Medalla Castelao en 2020.[23]
- Mejor atleta española por la RFEA en el año 2021.[11]

## Vida personal
Peleteiro está casada con el atleta francés Benjamin Compaoré, con quien tiene una hija. Desde su matrimonio compite como Ana Peleteiro-Compaoré.
Aparte del atletismo, Peleteiro posee varias empresas y es influencer en redes sociales; según sus declaraciones, estas actividades suponen su principal fuente de ingresos. Además, ha aparecido en algunos programas de televisión; en 2021 participó en la primera edición del concurso de Antena 3 El Desafío, en el que finalizó en cuarta posición. En 2024 apareció como invitada en el concurso de televisión de Antena 3 El 1%.
En ese mismo año y en el mismo canal  participó en el concurso Mask Singer: adivina quién canta, bajo la máscara de Helados.